# Araguaína Futebol e Regatas
L'Araguaína Futebol e Regatas és un club de futbol brasiler de la ciutat d'Araguaína a l'estat de Tocantins.

## Història
El club va ser fundat el 28 de febrer de 1997, després de la desaparició del club Araguaína Esporte Clube l'any 1996. El 2006 guanyà el campionat estatal per primer cop, derrotant el Tocantinópolis a la final.

## Estadi
El club disputa els seus partits com a local a l'Estadi Municipal de Araguaína, anomenat oficialment Estadi Municipal George Yunes, amb una capacitat màxima per a 3.000 espectadors.

## Palmarès
- Campionat tocantinense:
  - 2006, 2009